# Brotherella luzonensis
Brotherella luzonensis là một loài rêu trong họ Sematophyllaceae. Loài này được (Broth.) M. Fleisch. mô tả khoa học đầu tiên năm 1923.